# Louis Charbonneau (Cellist)
Louis Charbonneau  (* 23. oder 24. Februar 1865 in Montreal; † 23. November 1927 in Québec (Stadt)) war ein kanadischer Cellist und Musikpädagoge.

## Leben
Der Sohn des Orgelbauers Raymond Roger Charbonneau hatte ab dem zehnten Lebensjahr Violinunterricht. Im Alter von zwanzig Jahren ging er nach Boston und studierte Cello bei Alwin Schroeder. Mehrere Jahre war er Cellist im Montreal Symphony Orchestra unter der Leitung von Guillaume Couture und später von Joseph-Jean Goulet.
Anfang der 1890er Jahre gründete er mit Frantz Jehin-Prume und Émery Lavigne das Trio de Montréal. In einer Quartettformation mit Alfred De Sève, Émile Taranto und Otto Zimmerman führte er Streichquartette von Beethoven auf. Mit verschiedenen Trio- und Quartettformationen trat er in der Saison 1899–1990 bei den Sonntagskonzerten in der Karn Hall auf. 1911–12 gab er Konzerte mit dem Orchester des Nationaltheaters mit dem Pianisten Wilfrid Pelletier. 1917 gründete er die Association des musiciens de Québec, deren Präsident er bis 1920 war.
Rodolphe Plamondon war einer seiner Celloschüler. Sein Sohn Maurice Charbonneau wurde gleich ihm Cellist, sein Sohn Roger Charbonneau Kontrabassist.